# Mässebergs naturreservat
Mässeberg är ett naturreservat  i Vaggeryds kommun i Jönköpings län i Småland.
Området är skyddat sedan 2013 och är 18 hektar stort. Det är beläget 3,5 km nordost om Marieholms kyrka och består av skog med höga biologiska värden. Mässeberg ligger i direkt anslutning till Marieholmsskogens naturreservat i Gnosjö kommun.
Mässeberg är till stora delar en gammal och gles tallskog i mycket kuperad och storblockig terräng. Flera stup finns i sydvästra delen. Torrträd och lågor är spridda i området. Flera fuktstråk genomkorsar Mässeberg och där växer gran och björk. I norr löper Nydalabäcken som omges av björk och klibbal.
I området kan man finna stor revmossa, garnlav, långfliksmossa och gammelgranslav. I de fuktigare delarna av skogen växer blommor som missne, korallrot, jungfru Marie nycklar och spindelblomster. 